# Rettungstruppen

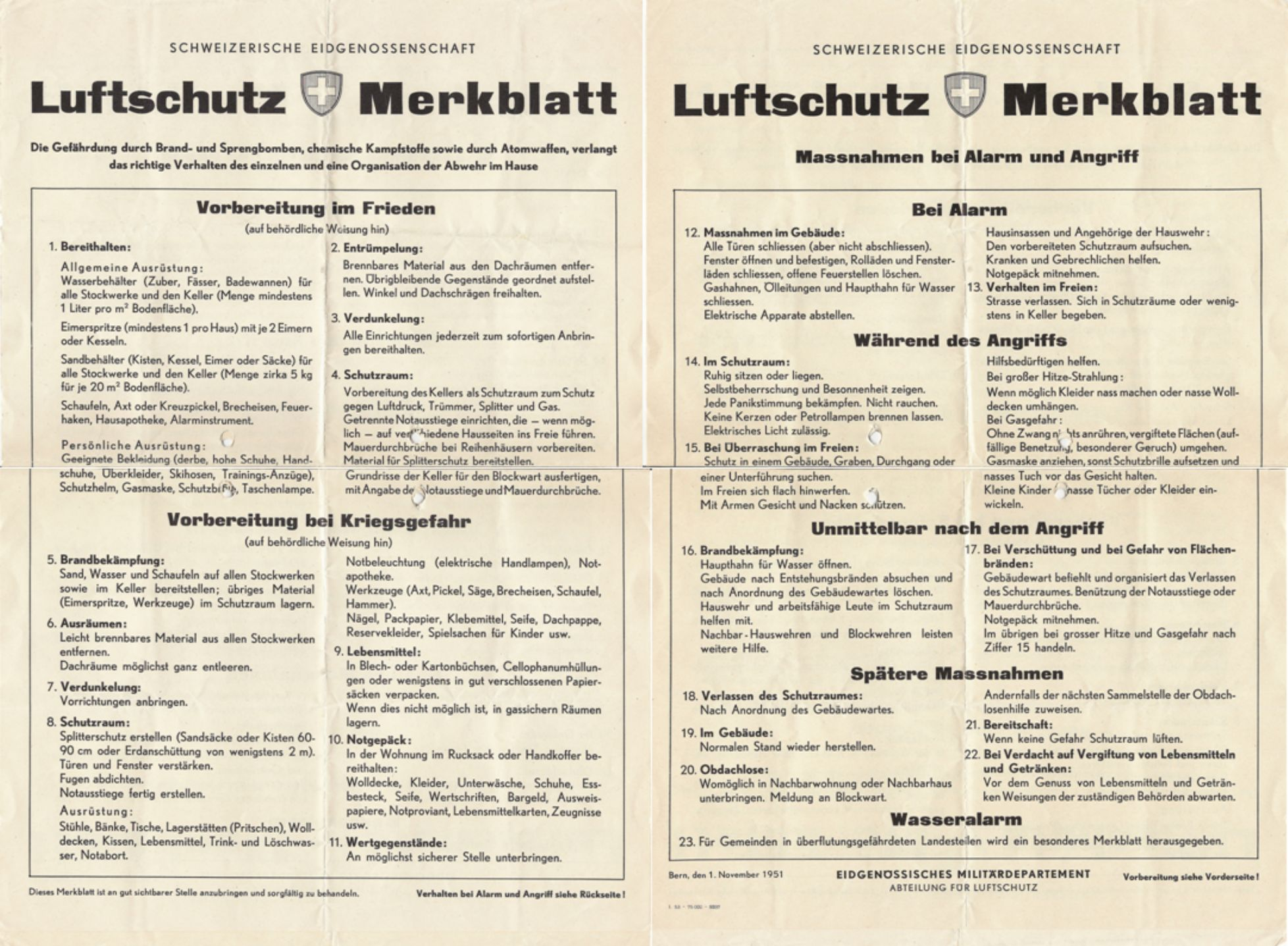
Luftschutzmerkblatt von 1951

Die Rettungstruppen (bis zur Armeereform 95 Luftschutztruppen) sind eine der Truppengattungen der Schweizer Armee. Ihre Aufgabe ist die militärische Katastrophenhilfe.
Dazu zählen:
- Rettungseinsätze in schweren und ausgedehnten Schadenlagen
- Rettungseinsätze bei Grossbränden
- Beiträge zu Hilfeleistungen an die von der Umwelt abgeschnittene und bedrohte Bevölkerung
- Verhütung der Ausdehnung des Katastrophengebietes und deren Folgeschäden
- Provisorische Wiederherstellung der lebenswichtigen Infrastrukturen

## Geschichte
Im Ersten Weltkrieg zeigte sich, dass die Zivilbevölkerung besser gegen Luftangriffe geschützt werden musste. In der Schweiz der Zwischenkriegszeit wurde unterschieden zwischen „aktivem Luftschutz“ (Fliegerabwehr) und „passivem Luftschutz“, verstanden als direkte Hilfe der Bevölkerung zum Schutz vor und nach Angriffen aus der Luft. 1936 wurde die Abteilung für Luftschutztruppen (ALST) im Eidgenössischen Militärdepartement eingerichtet. Bei Ausbruch der Kriegshandlungen 1939 war die Organisation weitgehend bereit, um die Bevölkerung beim Einrichten von Schutzräumen und bei der Verdunkelung zu unterstützen. Wegen der blauen Überkleider nannte man sie den blauen Luftschutz. Nach dem Krieg wurde der passive Luftschutz wieder aufgelöst.
Als Bindeglied zum Zivilschutz in der Schweiz wurden Luftschutztruppen 1951 mit einer Stärke von 35'000 Mann wieder ins Leben gerufen; erster Kommandeur war damals der spätere Oberstbrigadier Erich Münch. Im Gegensatz zum „blauen Luftschutz“ des Zweiten Weltkriegs waren die Luftschutztruppen in der Zeit des Kalten Krieges infanteristisch bewaffnet und Teil der Schweizer Armee. Ihre Aufgaben waren Retten von Menschen aus Trümmerfeldern und Brandbekämpfung. Weiter wurden die Luftschutztruppen auch ausgebildet zur Dekontamination von Menschen, Material, Gebäuden und Strassen. Sie konnten eingesetzt werden zur Betreuung von Obdachlosen und Flüchtlingen.
Mit der Reform zur Armee 95 erfuhren die Luftschutztruppen eine erste materielle Aufwertung. Die Bezeichnung der Truppengattung wurde dem weiter gefassten Aufgabenspektrum angepasst und lautete seither Rettungstruppen. Bis vor der Armeereform XXI gab es 23 Rettungsbataillone, nachher eine reduzierte Zahl von acht Katastrophenhilfebataillonen (davon zwei als Reserve-Truppenkörper) sowie einen Katastrophenhilfebereitschaftsverband, der innert Stunden in der Schweiz, aber auch im angrenzenden Ausland eingesetzt werden kann. Die Ausbildung von Rettungssoldaten erfolgt seit der Armee XXI im Lehrverband Genie/Rettung unter Ausnutzung von Gemeinsamkeiten mit den Genietruppen.
Die Hauptausbildungskaserne der Rettungstruppe in der RS ist die von Wangen an der Aare, die VBA findet in dem Übungsdorf Epeisses bei Genf statt.
Das Übungsdorf in Wangen sowie die ASA (Atemschutzanlage der Armee) wird auch regelmässig von zivilen Organisationen zu Übungszwecken genutzt, zum Beispiel von Redogs-Teams, Feuerwehren und/oder dem Zivilschutz.
In Deutschland gibt es keine den Rettungstruppen vergleichbare Militäreinheit. Ähnliche Aufgaben übernimmt dort das zivile Technische Hilfswerk, das darüber hinaus auch im Ausland operieren darf.